# Rio Căreac
O Rio Căreac é um rio da Romênia, afluente do Sartiş, localizado no distrito de Arad.